# Les Mutins du Yorik
Pour plus de détails, voir Fiche technique et Distribution.
Les Mutins du Yorik (titre original : Das Totenschiff) est un film germano-mexicain réalisé par Georg Tressler, sorti en 1959.

## Synopsis
Philip Gale, marin américain en escale à Anvers, joue de malchance. Il rate son embarquement pour s'être attardé au lit avec une prostituée, et s'aperçoit trop tard que celle-ci lui a subtilisé son argent et ses papiers. Appréhendé par la police et ne pouvant prouver son identité, Philip est expulsé aux Pays-Bas. Là, il va plaider sa cause auprès du consul américain, mais celui-ci le prévient que l'établissement de nouveaux papiers risque de nécessiter beaucoup de temps puisqu'il faut authentifier sa nationalité. Ne pouvant attendre, Philip passe clandestinement en France et se fait engager à bord du navire Yorik en partance pour l'Amérique. Mais, une fois en mer, il découvre que le Yorik s'en va trafiquer clandestinement des munitions en Afrique et est destiné ensuite à disparaître en mer, en vue d'une escroquerie à l'assurance. Philip échafaude alors un plan de survie en compagnie du soutier polonais Lawski.

## Fiche technique
- Titre original : Das Totenschiff
- Titre français : Les Mutins du Yorik (titre alternatif francophone : Le Vaisseau de la mort)
- Réalisation : Georg Tressler
- Scénario : Hans Jacoby, Georg Tressler et Werner Jörg Lüddecke d'après le roman de B. Traven, Le Vaisseau des morts (Das Totenschiff), 1926
- Décors : Emil Hasler, Walter Kutz
- Costumes : Karl Philipps, Elisabeth Daum
- Photographie : Heinz Pehlke
- Son : Heinz Garbowski
- Montage : Ilse Voigt
- Musique : Roland Kovac
- Photographes de plateau : Karl Reiter, Leo Weisse
- Production : Georg Tressler, Dietrich von Theobald, José Kohn
- Sociétés de production : UFA (Universum-Film AG, Allemagne), Producciones José Kohn (Mexique)
- Sociétés de distribution : UFA (Allemagne), Comacico (France)
- Pays d'origine :  Allemagne de l'Ouest,  Mexique
- Tournage :
  - Langue : allemand
  - Période prises de vue : 4 mai au 8 août 1959
  - Extérieurs : Anvers (Belgique), Mer Baltique et Alicante, Almería, Barcelone, Malaga (Espagne)
- Format : noir et blanc — 35 mm — 1.66:1 — son monophonique
- Genre : film d'aventure
- Durée : 98 minutes
- Dates de sortie :
  - Allemagne de l'Ouest : 1er octobre 1959
  - France : 9 mai 1962
- (fr) Mention CNC : tous publics (visa d'exploitation no 23967 délivré le 25 juillet 1962)

## Distribution
- Horst Buchholz (VF : Pascal Nowak) : Philip Gale, marin américain
- Mario Adorf : Lawski, le batelier polonais
- Elke Sommer : Mylène
- Helmut Schmid (VF : Vincent Ropion) : Martin, le pilote
- Werner Buttler : l'ingénieur Dils
- Alf Marholm : le capitaine du Yorik
- Panos Papadopulos : Popoff, le travailleur bulgare
- Claudia Gerstäcker (VF : Adeline Germaneau) : Shaba
- Dieter von Keil : l'officier Statter
- Edgar O. Faiss : le maître à bord du Yorik
- Günter Meisner : Paul, le soutier[1]
- Albert Bessler : le consul américain
- Karl Lieffen : le fonctionnaire belge
- Alfred Balthoff : Ballard

## Élaboration
L’histoire est tirée du roman Le Vaisseau des morts de B. Traven, qui en vend les droits à José Kohn pour 35 000 $. Celui-ci s’associe à l’UFA (à laquelle B. Traven avait nettement refusé les droits dans les années 1930). Le budget était de 1,5 million de DM.
Pour figurer le Yorik, la production a trouvé un navire qui était au radoub et dont la coque était en très mauvais état, parfait pour le film. Mais comme la moitié du radoub avait déjà été fait, un des deux côtés peint, seul l’autre côté a été filmé. Le bateau et son équipage ont été loués pour 10 000 marks par semaine pendant 35 jours.

## Chansons
- Namenlos et Mylène, paroles et musique de Roland Kovac, interprétées par Horst Buchholz